# Haus zum Kirschgarten

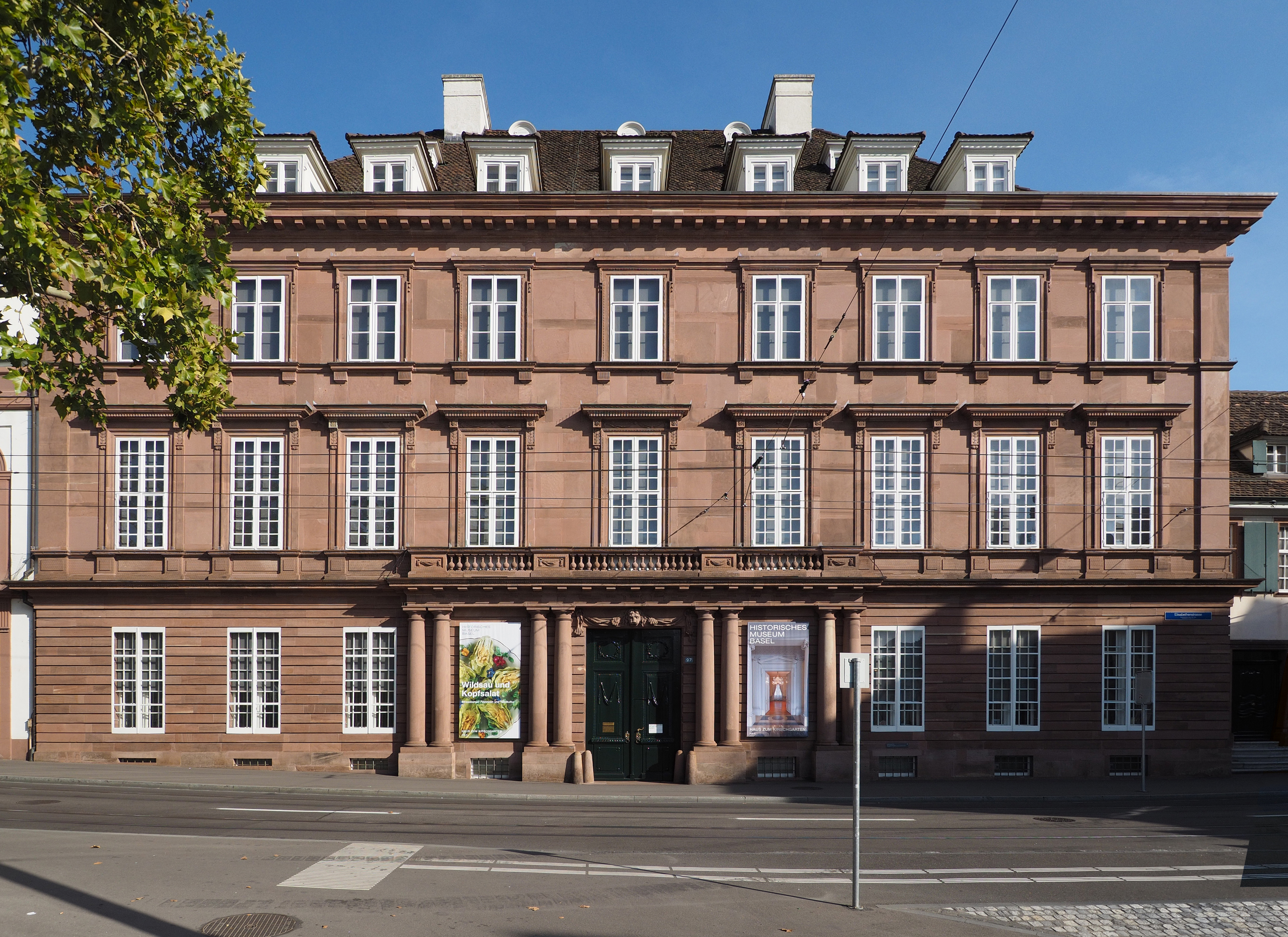
Haus zum Kirschgarten, Strassenfassade in rotem Sandstein an der Elisabethenstrasse in Basel

Das Haus zum Kirschgarten ist ein Stadtpalais an der Elisabethenstrasse in Basel in der Schweiz. Das Gebäude wird vom Historischen Museums Basel genutzt.

## Geschichte

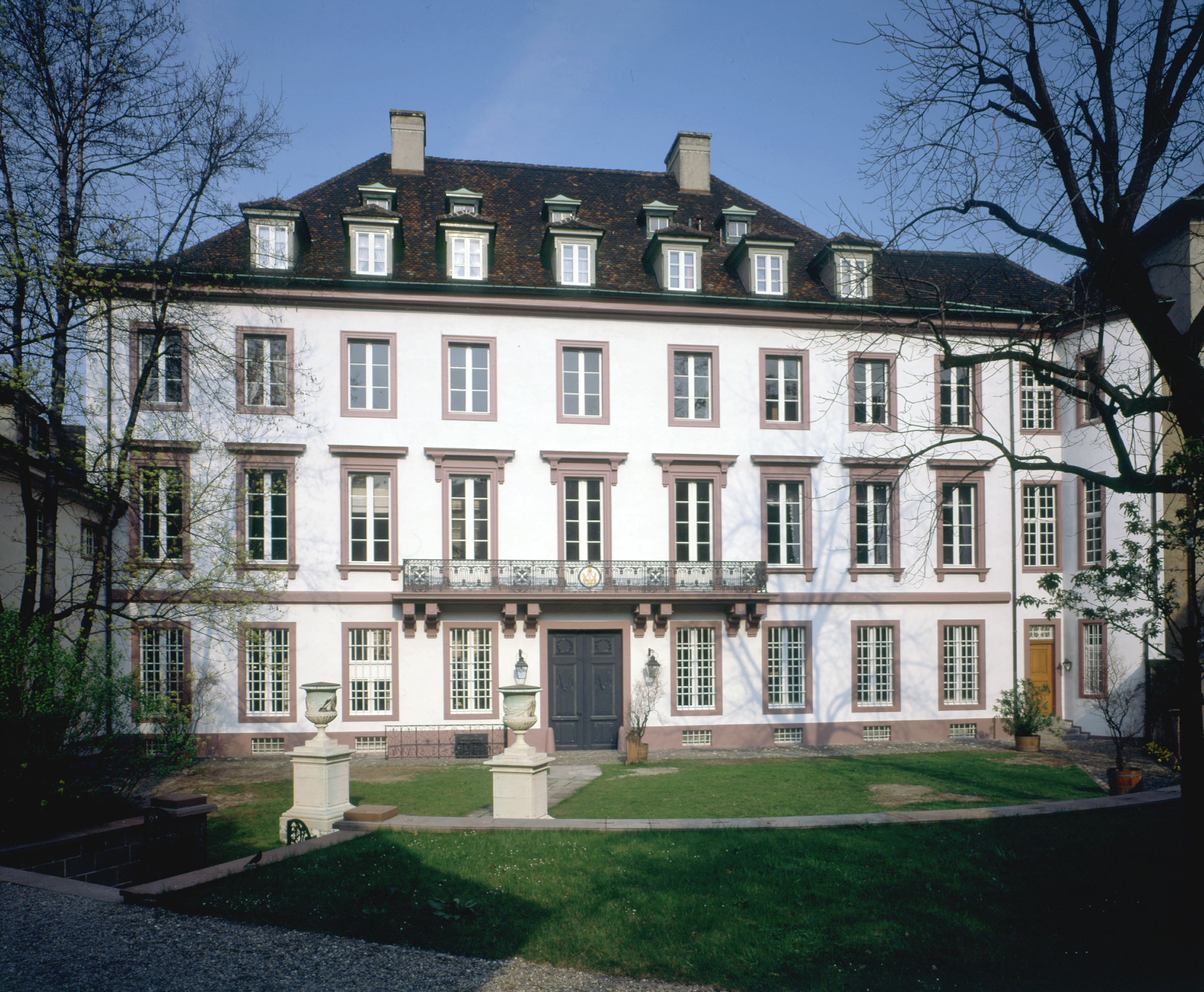
Haus zum Kirschgarten, Gartenfassade

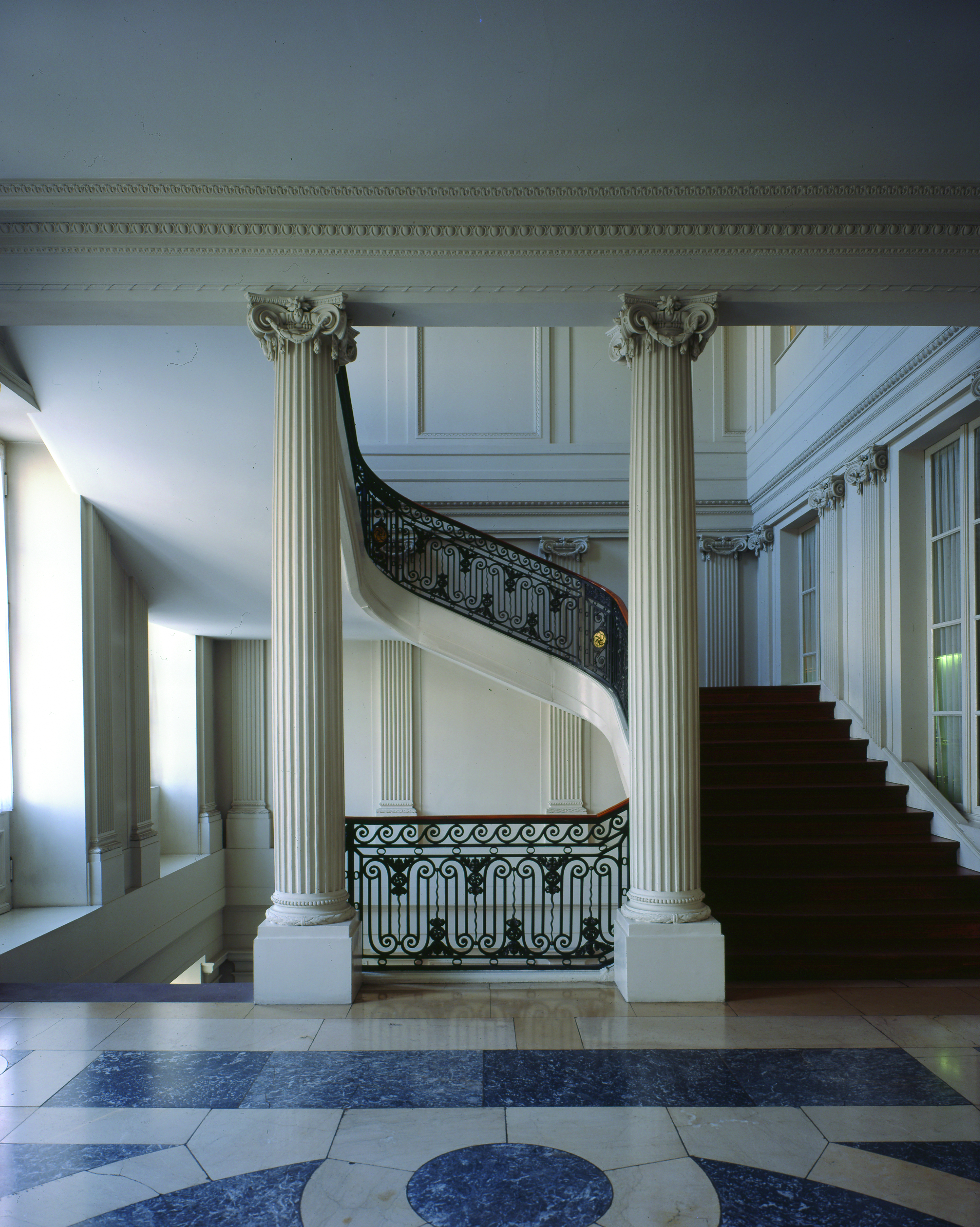
Haus zum Kirschgarten, 1. OG, Vestibül und Treppenhaus

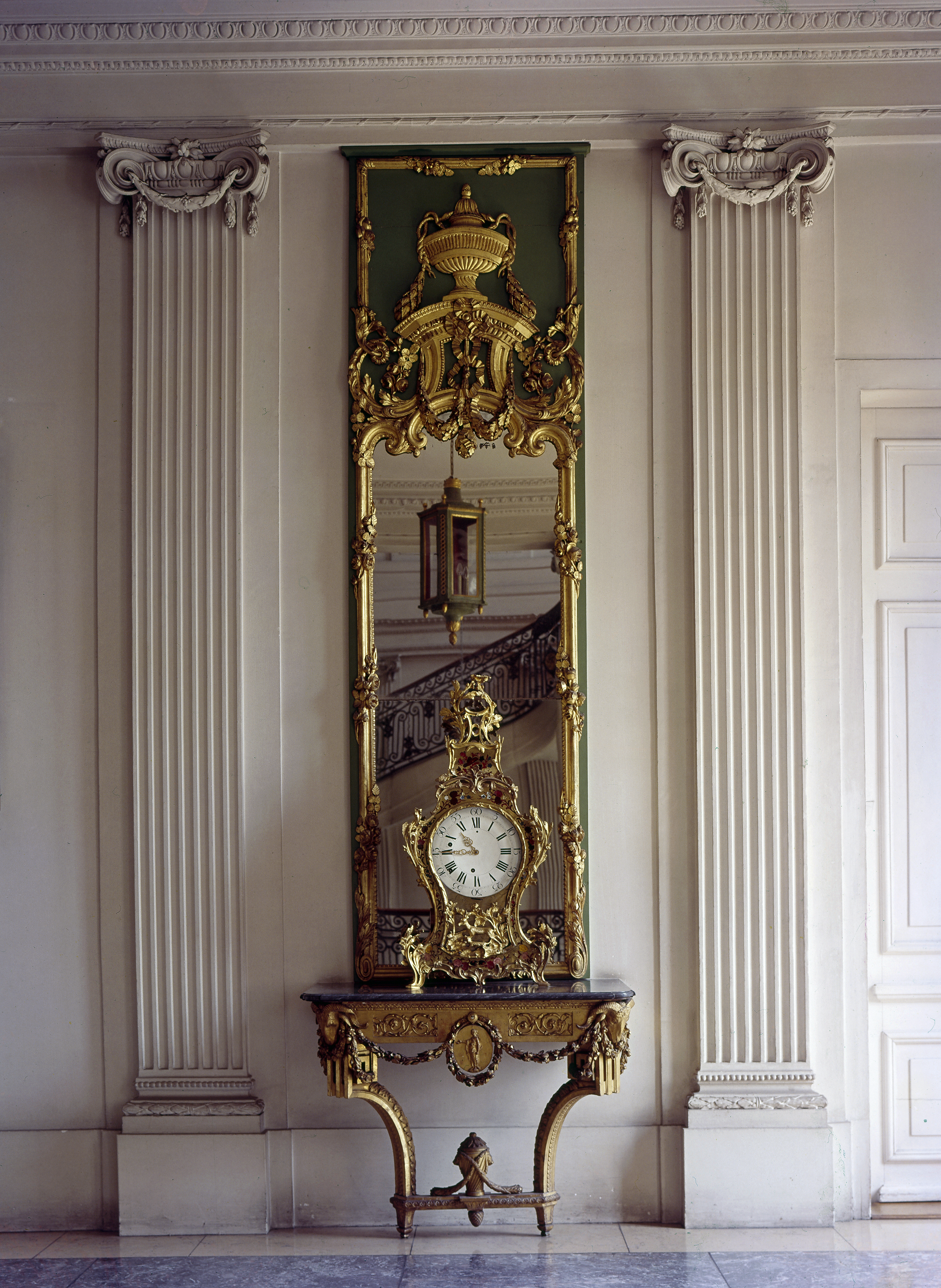
Haus zum Kirschgarten, 1. OG, Vestibül.

Das Haus zum Kirschgarten wurde zwischen 1775 und 1780 als Wohn- und Geschäftshaus vom 22-jährigen Steinmetzmeister und Architekten Johann Ulrich Büchel (1753–1792) für den damals 25-jährigen Basler Handelsmann und Seidenbandfabrikanten Johann Rudolf Burckhardt erbaut. Burckhardts jüngster Sohn aus zweiter Ehe, Jean Louis Burckhardt, alias Scheik Ibrahim, verbrachte hier seine Kindheit.
Nach dem Tod des Bauherrn 1813 erwarb der Offizier und Bankier Jean Merian-Forcart (1770–1856) die Liegenschaft; von diesem ging es auf den Bankier Johann Jakob Bischoff-Kestner (1797–1865) über, einen Schwiegergrosssohn von Charlotte Kestner (er hatte ihre Enkeltochter Caroline geheiratet). 1864 und 1912 wurde das Haus verkauft – in der Periode dazwischen bewohnte Johann Jakob Im Hof mit seiner zweiten Frau Amalia Rüsch, geborene Jakob (1831–1911) das Stadtpalais – und gelangte 1917 durch Tausch in den Besitz der Nationalbank und an den Staat. Unter Im Hof wurde im Kirschgarten das Ausführungsmodell des St. Jakobs-Denkmals von Ferdinand Schlöth aufgestellt. Während die vier Kriegerfiguren nach Im Hofs Tod ins Baudepartement im Falkensteinerhof am Münsterplatz überführt wurden, blieb die Figur der Helvetia noch bis in die 1940er-Jahre im Kirschgarten. Nach dem Verlust des bis 1934 als Wohnmuseum dienenden «Segerhofs» konnte das Historische Museum Basel 1951 das Haus zum Kirschgarten übernehmen.

## Freimaurer-Architektur
Das Haus zum Kirschgarten ist als Schweizer Kulturgut von nationaler Bedeutung klassifiziert. Über den Rang als «erstes programmatisch klassizistisches Wohnhaus in der Schweiz» hinaus weist die Architektur des Stadtpalais eine Besonderheit auf: Das bereits zeitgenössisch vielbeachtete Haus zum Kirschgarten ist wesentlich durch die Freimaurerei geprägt. Es ist der einzige im 18. Jahrhundert für Logenzwecke konzipierte und erhaltene Freimaurerbau in der Schweiz. Aus dem freimaurerischen Hintergrund erklärt sich der Aufwand, der über den Rahmen eines gewöhnlichen Bürgerhauses hinausgeht. Der Bau des Wohn- und Geschäftshauses des Johann Rudolf Burckhardt, der mit 18 Jahren Freimaurer in der Basler Loge A Libertate/Zur Freiheit wurde, hängt eng mit der Ausbreitung des Freimaurerordens in der Schweiz zusammen. Das konkrete Ziel der Basler Brüder war es, gemeinsam mit der Loge Modestia in Zürich eine helvetische Nationalloge im System der Strikten Observanz zu errichten. Dafür steht das Palais mit seinem Bauprogramm und seiner umfassenden Symbolik. So liegt der Architektur des Hauses zum Kirschgarten ein auf die Freimaurerei im Hohen Orden der Ritter des heiligen Tempels zu Jerusalem abgestimmtes Konzept zugrunde. Dieses bezieht sich auf die Ursprungslegenden der Bewegung, auf ihre mythische Herleitung aus dem biblischen Kulturkreis sowie aus der griechischen und römischen Antike, aber auch auf die Legende ihrer mittelalterlichen Herkunft von den Templern, ebenso wie auf theosophisch-pansophische Strömungen der Neuzeit. Der Architektursymbolik entspricht das Raumprogramm, das mit den Repräsentationsräumen in der Beletage den Vorgaben für ein freimaurerisches Ordenshaus folgt. Reformen der Freimaurerei und die Schliessung der zwei Logen in Basel 1784 machten den intendierten Zweck obsolet.

## Museum
Das Stadtpalais wurde dem Historischen Museum Basel 1930 vom Kanton als Ersatz für das erste Wohnmuseum im Segerhof zugesprochen und ist seit 1951 der Öffentlichkeit zugänglich. Mit seiner Erweiterung um das Haus zum kleinen Kirschgarten (1986), dem ehemaligen Elternhaus des Bauherrn, umfasst das Museum ca. 50 Ausstellungsräume auf fünf Stockwerken mit ca. 2600 m². Die Dauerausstellungen im Haus zum Kirschgarten sind hauptsächlich der Basler Wohnkultur des 18. und 19. Jahrhunderts gewidmet. Ebenfalls sind hier Spezialsammlungen von internationaler Bedeutung zu sehen, so die Uhrensammlungen von Leni und Carl Nathan-Rupp und Eugen Gschwind sowie wissenschaftliche Instrumente, Basler Silber und Spielzeug.